# 勇敢な機関士
勇敢な機関士(ゆうかんなきかんし、The brave engineer)は、1950年に制作されたディズニー映画。1950年3月3日に公開された。上映時間は7分38秒。

## 概要
- ケイシー･ジョンズが蒸気機関車による郵便列車（編成はテンダー式機関車と郵便車と車掌車）を運転し、遠くの町へ郵便を届けるために奔走する。
- ケイシー・ジュニアの元にもなっている。

## ストーリー
ある朝。起床したケイシーは遠くの町へ郵便を届けることになった。道中で雨に見舞われたりギャングと対決したりしながら、ケイシーは郵便配達に奔走する。

## 登場人物
ケイシー・ジョンズ
主人公。蒸気機関車の運転席で寝泊まりしている。かなり能天気な性格だがギャングを追い払ったり女性を救助したり郵便配達に尽力するなど鉄道員としてのプライドは高い。
車掌
郵便列車の車掌。貨物列車と衝突する危険を教えたにもかかわらず受け入れてもらえず、衝突寸前で逃亡した。
牛
線路にいた牛。ケイシーは、どかすのに苦戦している。
信号手
序盤で登場。信号所でポイント切り替えをしている。
ギャング
中盤で登場。女性を縛って線路に置くなどケイシーの邪魔をする。
女性
中盤で登場。ギャングにつかまるも、ケイシーに助け出され、途中駅の駅員に渡された。
貨物列車の運転手
重連の貨物列車を運転している。終盤で登場。衝突寸前に脱出している。
駅員
目的地の駅にいる駅員。事故を知らされていたのか、到着時刻が迫っても列車が到着しない事に一度は落胆するも、時刻ピッタリのケイシーの到着を知り、喜んでいた。
女性
序盤で登場。郵便列車が通過した時に服が破れた。

## スタッフ
- 監修:ブエナ・ビスタ、テクニカラー
- 公開日:1950年3月3日
- ディレクター:ジャック・キニー
- プロデューサー:ウォルト・ディズニー
- アニメーター:ミルト・カヒィ、フレッド・ムーア、アリ・バーティノ
- 特殊効果:アンディ・エングマン
- レイアウト:ドン・ダグラディ
- 背景:レイ・フリィン
- 脚本:ディック・キニー、ディック・シャウ
- 音楽:ケン・ダービー
- 上映時間:7分38秒
- キャスト:ジェニー・コロナ、ザ・キングズ・メン